# Walker, Iowa
Walker är en ort i Linn County i Iowa. Vid 2010 års folkräkning hade Walker 791 invånare.